# 森仁美
森 仁美 (もり ひとみ、1939年7月 - ) は、日本の厚生・環境官僚。元環境事務次官。石川県出身。

## 職歴
- 金沢菫台高（現石川県立金沢商業高等学校）卒業。
- 1962年 - 金沢大学法文学部卒業・厚生省入省。

公衆衛生局老人保健部計画課長・同局企画課長・薬務局企画課長を経て、
- 1986年 - 社会保険庁長官官房総務課長。
- 1988年 - 同庁年金保険部長～社会保険業務センター所長。
- 1989年 - 大臣官房審議官。
- 1990年 - 環境庁長官官房長。
- 1993年 - 同庁企画調整局長。
- 1994年 - 環境事務次官。
- 1995年 - 環境庁退官、社会福祉・医療事業団副理事長。船員保険会会長を経て、
- 1997年 - 年金福祉事業団理事長。
- 2001年 - 年金資金運用基金理事長。

その後、TOKYO金澤CLUB会長、目黒石川県人会会長等の肩書を持つ。

## 関連リンク
- 築島尚「厚生省におけるキャリア官僚の人事制度」『岡山大学法学会雑誌』第61巻第2号、岡山大学法学会、2011年12月、358-304頁、ISSN 0386-3050、NAID 40019189136。 p.33 より
- 石川県人会事務局